# Liparochrysis
Liparochrysis resplendens es una especie de araña araneomorfa de la familia Linyphiidae. Es el único miembro del género monotípico Liparochrysis.

## Distribución
Se encuentra en Australia Occidental.